# Fremont (Michigan)
Fremont è un comune degli Stati Uniti d'America, situato nello Stato del Michigan, nella Contea di Newaygo.